# Мішалкина
Міша́лкина (рос. Мешалкина) — присілок у складі Абатського району Тюменської області, Росія.
Населення — 72 особи (2010, 129 у 2002).
Національний склад станом на 2002 рік:
- росіяни — 96 %